# Artemio Gramajo
Artemio Gramajo (Loreto, provincia de Santiago del Estero, Argentina, junio de 1838 - Buenos Aires, 11 de enero de 1914) fue un militar argentino, que llegó al grado de coronel. Se destacó como edecán del presidente Julio Argentino Roca.
De joven ingresó al ejército provincial, al mando de los generales unitarios Manuel y Antonino Taboada. A sus órdenes luchó en 1861 contra Octaviano Navarro, Ángel Vicente Peñaloza y Celedonio Gutiérrez, participando en la victoria que aseguró la provincia de Tucumán para el bando unitario.
En 1865 fue enviado a la Guerra del Paraguay, y luchó en las primeras grandes batallas. En 1867 fue enviado de regreso al noroeste del país, para ponerse a las órdenes de Taboada en la guerra contra Felipe Varela; luchó en la batalla de Pozo de Vargas, como uno de los jefes de infantería.
Fue uno de los jefes en la batalla de Pastos Grandes, definitiva victoria sobre Felipe Varela; muchos enemigos se rindieron bajo garantía de sus vidas, pero no tuvo problemas en presidir el tribunal militar que los condenó a muerte, ni en dirigir sus fusilamientos: entre los muertos estaba el caudillo Aurelio Zalazar.
Participó de la guerra contra el caudillo federal entrerriano Ricardo López Jordán, aplicando métodos similares. Luchó en la batalla de Ñaembé, la última esa guerra, a órdenes del teniente coronel Roca, de quien se hizo amigo personal. Permaneció a órdenes de éste por muchos años: con él hizo la campaña contra el revolucionario mitrista José Miguel Arredondo en 1874, y luchó en Santa Rosa.
En 1877, Roca fue nombrado ministro de guerra; desde entonces fue su edecán. Acompañó a su jefe en la conquista del desierto de 1879. Cuando Roca fue elegido presidente de la República Argentina, siguió ocupando el cargo  de edecán, esta vez de la presidencia.